# شهرستان آرخانگلسکی
شهرستان آرخانگلسکی (به لاتین: Arkhangelsky District) یک شهرستان در روسیه است که در باشقیرستان واقع شده‌است.